# Maków Beskids

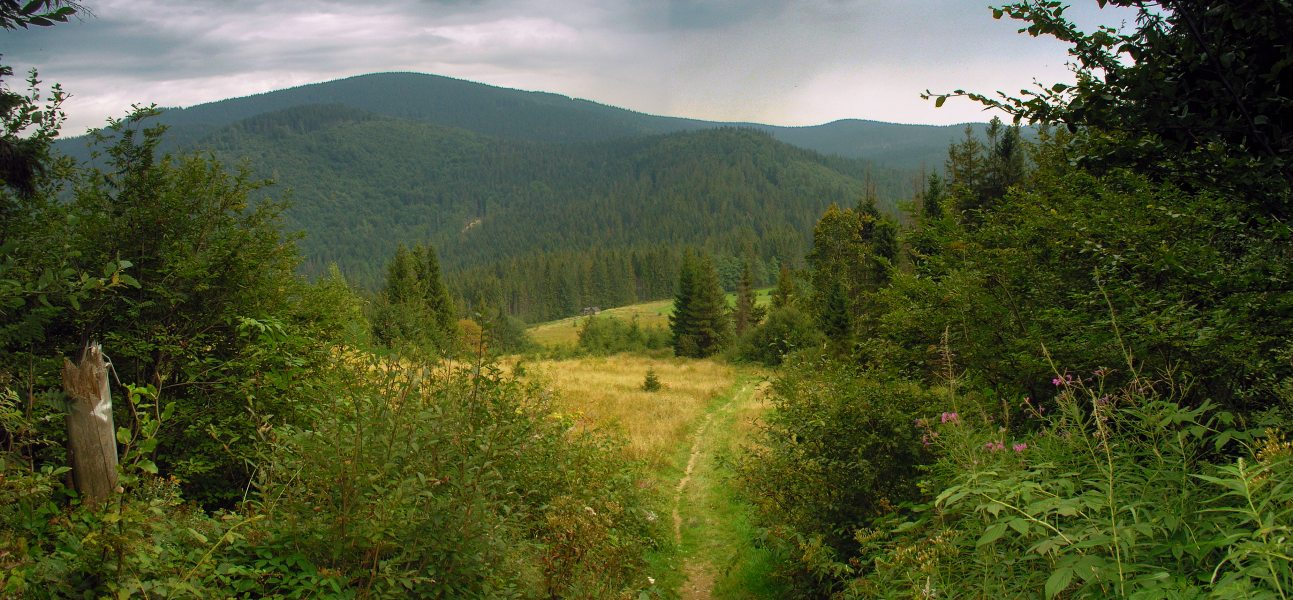
Maków Beskids

Maków Beskids (tiếng Ba Lan: Beskid Makowski) là một dãy núi ở miền trung nam Ba Lan, một phần của Tây Beskids bên ngoài Carpathians ngoài Tây.
Đỉnh cao nhất của nó là Mędralowa (1169 mét), trong tổng diện tích 900 km2, dài khoảng 60 km và rộng 15 km.
Các phạm vi đều được rừng bao phủ, với các thung lũng san bằng cho nông nghiệp và các khu định cư. Trong số các thành phố ở Maków Beskids có Maków Podhalański, sucha Beskidzka, Jordanów và Myślenice.
Nó cũng được gọi là Medium Beskids (tiếng Ba Lan: Beskid Średni).